# Treinadores de Gimnasia y Esgrima La Plata
O Club de Gimnasia y Esgrima La Plata teve um total de 63 treinadores de futebol ao longo de sua história. O primeiro treinador do clube foi o húngaro Emérico Hirschl, quem dirigiu na instituição entre 1932 e 1934.
Alguns treinadores que ficaram na memória do clube foram Nito Veiga (quem conseguisse a ascensão em 1984), Roberto Perfumo (treinador na final da Copa Centenário), Carlos Timoteo Griguol (quem dirigiu à equipa em três etapas, totalizando dez anos) e o ex futebolista Pedro Troglio.
Em 1993 Roberto Perfumo faz-se cargo da condução técnica do clube, prévio à final da Copa Centenário, da qual consagrar-se-ia ganhador.
Num ano mais tarde, Carlos Timoteo Griguol toma o cargo de treinador e consegue 3 sub-campeonatos (Torneio Clausura 1995, Torneio Clausura 1996 e Torneio Abertura 1998). Dirigiria até 1999, quando emigraria ao Betis de Espanha. Voltaria em pouco tempo para dirigir ao lobo na temporada 2000/2001, para logo ser substituído pelo uruguaio Gregorio Pérez. Na temporada 2003/2004 Griguol começa sua terceira etapa em Gimnasia y Esgrima La Plata, em onde finaliza sua carreira como treinador de futebol.
Desde o 3 de janeiro de 2008 o treinador de Gimnasia y Esgrima La Plata é o ex futebolista do clube, Guillermo «Topo» Sanguinetti. O «Topo» despediu-se do futebol aos 37 anos, totalizando 383 encontros locais e 18 internacionais, sendo o segundo futebolista com mais presenças na centenaria história de Gimnasia, por trás de Jorge San Esteban.

## Equipa Técnica 2008
Actualizado ao Torneio Clausura 2008
- Treinador:
  -  Guillermo Sanguinetti
- Ajudantes de Campo:
  -  Edgardo Adinolfi
  -  Pablo Fernández
- Preparador Físico:
  -  Daniel Curbelo
- Médico:
  -  Pablo Del Compare
- Coordenador de Futebol Profissional:
  -  Mario Díaz
- Coordenador de Futebol Amador:
  -  Pablo Morant[3]

## Treinadores 1932-2008
- 1932-1934 -  Emérico Hirschl
- 1935 - Manuel Alvarez
- 1936-1937 -  Máximo Garay
- 1944 -  Jaime José Rotman
- 1945 -  Felipe Scarpone
- 1947 -  Roberto Sbarra
- 1952 -  Manuel Fidel
- 1953 - Saúl Ongaro
- 1954 -  Antonio De Mare
- 1957-1959 -  Francisco Varallo
- 1960 -  Alberto Máximo Zozaya
- 1961 -  Carlos Aldabe y  Enrique Fernández Viola
- 1962 -  Enrique Fernández Viola, Eliseo Prado (interino),  Adolfo Pedernera y  Ricardo Infante (interino)
- 1963-1964 -  Enrique Fernández Viola
- 1964-1966 -  Juan Carlos Corazzo, Bravo, Galán,  Ricardo Infante, Torres,  Enrique Fernández Viola y Argentino Geronazzo
- 1967 -  Enrique Fernández Viola
- 1967 - Manuel Miranda
- 1968-1971 -  José Varacka, Manuel Miranda (interino) y  Juan Carlos Murua
- 1972 -  Juan Carlos Murua, Oscar Montes y Roberto Gonzalo (interino)
- 1973-1974 -  José Varacka
- 1975-1977 -  Juan E. Urriolabeitia,  Diego Bayo, Rogelio Antonio Domínguez, A. Rossi, Higinio Restelli,  Julio Novarini y  Antonio Rattín
- 1978 -  José Varacka
- 1979 -  José Varacka y  Antonio Rattín
- 1980 -  Roberto Iturrieta, José Santiago y  Federico Pizarro
- 1981 - Eduardo Janin
- 1981 - Higinio Restelli
- 1981-1983 -  Carlos Della Savia
- 1983 Subcomisión de Fútbol (un partido) -  Victorio Nicolás Cocco y  Antonio Rosl
- 1984-1985 -  Nito Veiga
- 1985 -  Carmelo Faraone
- 1985-1987 -  Luis Garisto
- 1987-1988 -  Eduardo Miguel Solari y  Ricardo Rezza
- 1988-1989 -  Luis Garisto
- 1989-1990 -  José Manuel Ramos Delgado
- 1990-1991 - López-Cavallero,  Alberto Fanesi
- 1991-1993 -  Gregorio Pérez
- 1993 -  Rubén Gelves- Gustavo del Favero (interino) y  Carlos Ramacciotti- Edgardo Sbrissa
- 1994 -  Roberto Perfumo
- 1994-1999 -  Carlos Timoteo Griguol
- 1999-2000 -  Gregorio Pérez
- 2000 -  Rubén Gelves (interino 1 partido)
- 2000-2001 -  Carlos Timoteo Griguol
- 2002-2003 -  Carlos Ramacciotti
- 2003 -  Mario Gómez y  Luis Agostinelli (interino)
- 2003-2004 -  Carlos Timoteo Griguol
- 2004-2005 -  Carlos Ischia
- 2005 -  Ricardo Kuzemka (interino) y  Pedro Antonio Troglio
- 2007 -  Pedro Troglio, de abril a agosto  Francisco Maturana
- 2007 -  Julio César Falcioni
- 2008 3 de janeiro -  Guillermo Sanguinetti
- 2008 1 de Outubro - Leonardo Madelón

## Refêrencias
1. ↑  «Sanguinetti asumió en Gimnasia». La Plata, Argentina: Diario El Día. 2008. Consultado em 4 de abril de 2008
2. ↑  «Chau, chau, adiós». Diario Hoy. 2003. Consultado em 3 de junho de 2008. Arquivado do original em 11 de dezembro de 2008
3. ↑  «El nuevo coordinador». La Plata, Argentina: Letra G. 2008. Consultado em 4 de abril de 2008